# Akademiska Karelen-Sällskapet
Akademiska Karelen-Sällskapet, Akateeminen Karjala-Seura (AKS) var en rörelse som bildades i februari 1922 i Finland av en grupp studenter och akademiker, Elias Simojoki, Erkki Räikkönen och Reino Vähäkallio, efter sin hemkomst från den snöpligen avslutade folkresningen i Fjärrkarelen, i syfte att hjälpa karelska stamfränder som hade tvingats fly till Finland. 
I dagsläget fortsätts sällskapets arbete av Akateemisen Karjala-Seuran Perinneyhdistys ry.

## Ideologi

### Frändefolk
Målet för AKS var ett Storfinland som skulle omfatta också finsktalande som bodde utanför landets gränser. Målsättningen var att hålla frändefolksideologin och drömmen om Storfinland levande. Sällskapet införde starkt engagerande initiationsriter med edsavläggelse, i vilken de intagna svor att offra sitt arbete och liv för fosterlandet, dess nationella väckelse och kampen för Karelen, Ingermanland och Storfinland. Utsikterna för en expansion österut var dock vid tillfället inte ljusa, vilket ledde till att den militanta stämningen istället tog sig uttryck i en synnerligen aggressiv hållning till Ryssland och allt som var förknippat därmed. Till den hårdföra framtoningen bidrog att sällskapet var öppet endast för manliga studenter; kvinnliga medlemmar samlades i Akateemisten Naisten Karjala-Seura (ANKS, grundad 1922 som Naisylioppilaiden Karjala-Seura, NYKS).

### Rysshatet
Sedan Elmo E. Kaila tillträtt ordförandeposten sköts den direkta Karelenpropagandan åt sidan. I förgrunden steg istället rysshatet. Rysshatet blev salongsfähigt redan under ofärdsåren före  första världskriget och det därpå följande inbördeskriget. På "äktfinskt", 1920-talets tongivande finska nationalism, håll förenades det utan svårigheter med förfinskningssträvandena, som ju också uppfattades som en nationell kamp. Under Räikkönens redaktion fick AKS första publikation titeln Ryssästä saa puhua vain hammasta purren (1922, "Tala om ryssen enbart med sammanbitna tänder"), och fram till sällskapets upplösning hösten 1944 lydde en av dess centrala slogans "Mot djävulen och ryssen". 
I artikeln Vihakin voimaa ("Även hat är en kraft") sägs följande:
| ”                      | Men vi, som en gång körde ut ryssen ur landet, vi som vet, hurudana spår ryssen lämnat i detta land, vi måste lära oss och lära andra att hata ryssen så djupt och intensivt, att hatets rötter inte förtvinar ens i döden. Må vi gallra ut djävulens namn från våra svordomar och kraftord, och sätta in "ryss" istället. Det är lika gott, ja bättre. Ty vadhelst ont det här landet lidit eller någonsin kommer att lida, alltid är det på ett eller annat sätt ryssen som står bakom. Vi måste bibringa våra barn en klar uppfattning om att deras sinnelag må pendla mellan vilka extrema värden som helst, men ett måste förbli oförändrat: hatet mot ryssen | „ |
| – Klinge 1988, s. 239f | |   |

Skrifterna utgjorde endast en del av en mer omfattande verksamhet som siktade på att sprida "rysshatet". Bakom denna aktivitet stod AKS och särskilt ett i dess krets verkande hemligt brödraförbund som kallades Vihan Veljet ("Hatets Bröder"). Vihan Veljet-förbundets sekreterare och ledare var Erkki Räikkönen. Hatets Bröder ägnade sina veckomöten åt diskussioner kring principiella frågor, som "Rysshatets berättigande och nödvändighet", och planerade sin informationsverksamhet därefter. Räikkönen berättar: "Alla mer betydande medlemmar i AKS vigdes också till medlemmar i 'Hatets Bröder', som småningom blev en allt mäktigare faktor att räkna med även i AKS' egen verksamhet. Sålunda beslöt vi att alla styrelsemedlemmar i AKS också skulle ingå i Hatets Bröders medlemskår. Förutsättningen att bli uppställd som kandidat för AKS styrelse var uttryckligen medlemskap i Hatets Bröder." Efter att E.E. Kaila valts till ordförande för AKS sammansmälte AKS och Hatets Bröder. Enligt Räikkönen AKS och Hatets Bröder precis som hat och kärlek, medaljens två sidor; AKS var symbolen för fosterlandskärleken och Hatets Bröder för rysshatet.

### Språkfrågan
AKS anslöt sig snart till åsikten att finlandssvenskarnas ställning var ett hinder för nationell enhet - att nationalismen var svag berodde huvudsakligen på den tvåspråkiga regim som skilde den bildade klassen från det enkla folket. Den finska kulturen ägde inte de rättigheter som krävdes för "den nationella äran och en fri framväxt av en finsk civilisation". Insikten att de behövdes handling för att samla den otåliga studentungdomen kring AKS och ge den ett utlopp för sin energi och sina nationalistiska känslor medverkade antagligen till AKS-ledningens beslut att tillgripa antisvensk agitation. Det var nödvändigt med handling för att minska besvikelserna över att någon territoriell expansion inte var praktiskt möjlig. När äktfinskheten upptogs på programmet 1924 utträdde finlandssvenska medlemmar samt ett antal äldre finska medlemmar som ogillade den finska språkagitationen. Enligt Räikkönen borde sällskapet ha hållit fast vid sin Karelen- och rysshatlinje. Äktfinskhet var något han aldrig kunde godkänna, och han avgick. 1926 antog sällskapet principen att alla medlemmar måste bära finska tillnamn, även om några få undantag tilläts. 
AKS började driva sin äktfinska propaganda genom föredrag, böcker, flygskrifter och sin tidskrift Suomen Heimo. AKS behärskade efterhand den finska studentvärlden. AKS-medlemmar valdes till ordförande för studentkårer vid universitet och högskolor, seminarier och Kadettskolan. Det faktum att en anmärkningsvärd stor del av studentvärlden på 1920- och 1930-talen skolades av AKS garanterade förbundets ideologi en effektiv spridning och lång räckvidd, och denna akademiska kader kom att påverka fostran av kommande generationer.

## Medlemmar
De ansvariga för det nationalistiska programmet och dess tillämpning var Niilo Kärki och E.E. Kaila. Kaila var sällskapets ordförande 1923-27 och 1928-30, och valdes 1933 till hedersledamot. På Kailas försorg utvecklades AKS till en sluten, militär och hårt disciplinerad kamporganisation. Kampberedskap blev hans viktigaste syftemål. Kaila var en god organisatör och ledare, men i sina ideologiska ställningstaganden enkelspårig och tvär. Kärki var en helt annan sorts människa, och det var uppenbarligen han mer än någon annan som skapade grunden för AKS ideologi på 1920-talet. Han var AKS viceordförande 1923-25.
Kärki höll ett tal i Åbo den 1 mars 1924, vilket publicerades i Ylioppilaslehti och Suomen Heimo. Kärki riktade sig till studentungdomen och hoppades att den skulle ställa sig ovanför alla parti- och klasskonflikter. Klassintressen var något främmande för ungdomen. Förutsättningen för ett inre enande var att i första hand skapa en finsk-nationell kultur, emedan den svenskspråkiga intelligentian inte kände någon samhörighet med folkets breda lager. 
Omkring mitten av 1930-talet tillhörde över 50% av medlemmarna ämbetskåren, fria yrken eller affärsvärlden och fanns över hela landet. De var ofta män på inflytelserika poster, och en del klättrade ända upp till den finländska samhällspyramidens topp och blev ministrar och biskopar. AKS blev aldrig någon egentlig massorganisation, eftersom medlemskapet var förbehållet folk med högre utbildning; men det innebar inte att det inte kunde piska fram nationalistiska lidelser bland gemene man. Studenter hade av tradition mer prestige i Finland än i många andra europeiska länder. Bland annat Urho Kekkonen har varit medlem i organisationen.
Under 1930-talet började studentorganisationen rikta kritik mot demokratin, vilket i samband med Mäntsäläupproret 1932 ledde till att ett flertal medlemmar gick ur. Risto Alapuro som har ägnat detta ideologiskt ytterst inflytelserika sällskap ett ingående studium anser att den var att räkna som fascistisk fr.o.m. 1933. AKS förklarades vara en fascistisk organisation och tvångsupplöstes av kontrollkommissionen efter den finska förlusten i Fortsättningskriget.

## Jägarna
AKS verkade också till jägarnas fromma inom den militära organisationen, där man ville motarbeta officerare som tjänat i den ryska armén. 
Mot 1930-talets slut tog sällskapet initiativ till frivilligt befästningsarbete på Karelska näset och grundade organisationerna Suomen Talkoot och Maan Turva.

## Efter andra världskriget
Mellanfreden i Moskva 1944, som avslutade Fortsättningskriget, krävde att vissa organisationer skulle upplösas, som Skyddskåren och Lotta Svärd. AKS och dess systerorganisation för kvinnor, Akateemisten Naisten Karjala-Seura(fi), upplöstes den 23 september 1944.
Efter kriget bildades Kerho 22, först informellt vid Vilho Helanens begravning 1952, sedan som en registrerad förening 1958. Den blev allmänt känd först på 1990-talet. Nu är namnet Akateemisen Karjala-Seuran Perinneyhdistys ry.